# Sudoměřice u Tábora
Sudoměřice u Tábora (németül Sudomierschitz) település Csehországban, a Tábori járásban. Sudoměřice u Tábora Borotín, Nemyšl, Chotoviny és Mezno településekkel határos. Lakosainak száma 328 fő (2024. január 1.).

## Népesség
A település lakosságának változását az alábbi diagram mutatja:
| Lakosok száma | 394  | 237  | 279  | 436  | 332  | 312  | 295  | 289  | 305  | 328  |
|               | 1869 | 1900 | 1921 | 1961 | 1980 | 2011 | 2016 | 2019 | 2021 | 2024 |

## Híres személyek
Itt született 1856-ban Josef Fanta cseh szecessziós építész (1856–1954) 